# Goril·les en la boira
Goril·les en la boira (títol original: Gorillas in the Mist: The Story of Dian Fossey) és una pel·lícula estatunidenca, dirigida per Michael Apted, estrenada el 1988. És consagrat al compromís de Dian Fossey a l'Àfrica central. Ha estat doblada al català.

## Argument
El 1967, una estudiant de Kentucky, Dian Fossey, és contractada per l'antropòleg Louis Leakey per estudiar i censar goril·les de muntanya a la frontera de Ruanda i Burundi. Cada vegada més fascinada per aquests animals, decideix dedicar-se a temps complet al seu estudi i a la seva defensa i s'instal·la prop del seu hàbitat amb el seu fidel segon, Sembagare. Un periodista de Nacional Geographic, Bob Campbell, és enviat pel seu cap per fotografiar-la enmig dels goril·les. La parella s'enamora aviat, però Dian prefereix deixar la seva història d'amor a allunyar-se d'uns animals que estima cada cop més.
Preocupada per la caça furtiva, de la qual els goril·les són víctimes, intenta ajuntar amb el govern ruandès per protegir-los però aquest sembla més aviat reticent. La caça furtiva és en efecte l'únic mitjà de supervivència de certs ruandesos. Rebutja aquesta tesi, ja que a aquest ritme, els goril·les estaran aviat en situació d'extinció. Crea diverses patrulles anticaça furtiva i porta una campanya gairebé violenta contra els vilatans contractats per occidentals àvids de tenir pells, mans o caps de goril·les. Dian Fossey mor assassinada el 26 de desembre de 1985 en circumstàncies que continuen sent misterioses.

## Repartiment
- Sigourney Weaver: Dian Fossey
- Bryan Brown: Bob Campbell
- Julie Harris: Roz Carr
- John Omirah Miluwi: Sembagare
- Iain Cuthbertson: Dr. Louis Leakey
- Constantin Alexandrov: Van Veeten
- Iain Glen: Brendan

## Premis i nominacions

### Premis
- 1989. Globus d'Or a la millor actriu dramàtica per Sigourney Weaver
- 1989. Globus d'Or a la millor banda sonora original per Maurice Jarre

### Nominacions
- 1989. Oscar a la millor actriu per Sigourney Weaver
- 1989. Oscar al millor guió adaptat per Anna Hamilton Phelan
- 1989. Oscar a la millor banda sonora per Maurice Jarre
- 1989. Oscar al millor muntatge per Stuart Baird
- 1989. Oscar al millor so per Andy Nelson, Brian Saunders i Peter Handford
- 1989. Globus d'Or a la millor pel·lícula dramàtica
- 1990. BAFTA a la millor fotografia per John Seale i Alan Root

## Al voltant de la pel·lícula
- La pel·lícula ha estat rodada a Ruanda i a Kenya durant l'estiu 1987. Els costos de producció van ser aproximadament de 22 milions de dòlars.
- En realitat, la verdadera Dian Fossey mai no va intentar convèncer el doctor Leakey d'enviar-la a l'Àfrica. Més aviat va ser Leakey qui la va contactar. Dian s'hi va mostrar reticent al principi, basant-se en la seva manca d'experiència.
- L'escena on Dian orquestra el penjament fictici d'un caçador furtiu mai no ha tingut lloc.
- Els costums dels goril·les utilitzats a la pel·lícula presenta algunes diferències anatòmiques amb els verdaders goril·les, sobretot al nivell facial. Michael Apted havia volgut en principi utilitzar verdaders goril·les però certes escenes amb Sigourney Weaver haurien estat impossibles de rodar.
- L'experiència viscuda en el rodatge de "Goril·les en la boira" va marcar profundament Sigourney Weaver. El 2006, en el marc d'un documental, l'actriu va tornar a Ruanda per trobar els goril·les de les muntanyes que havia vorejat per a les necessitats de la pel·lícula.